# Plácido Domingo

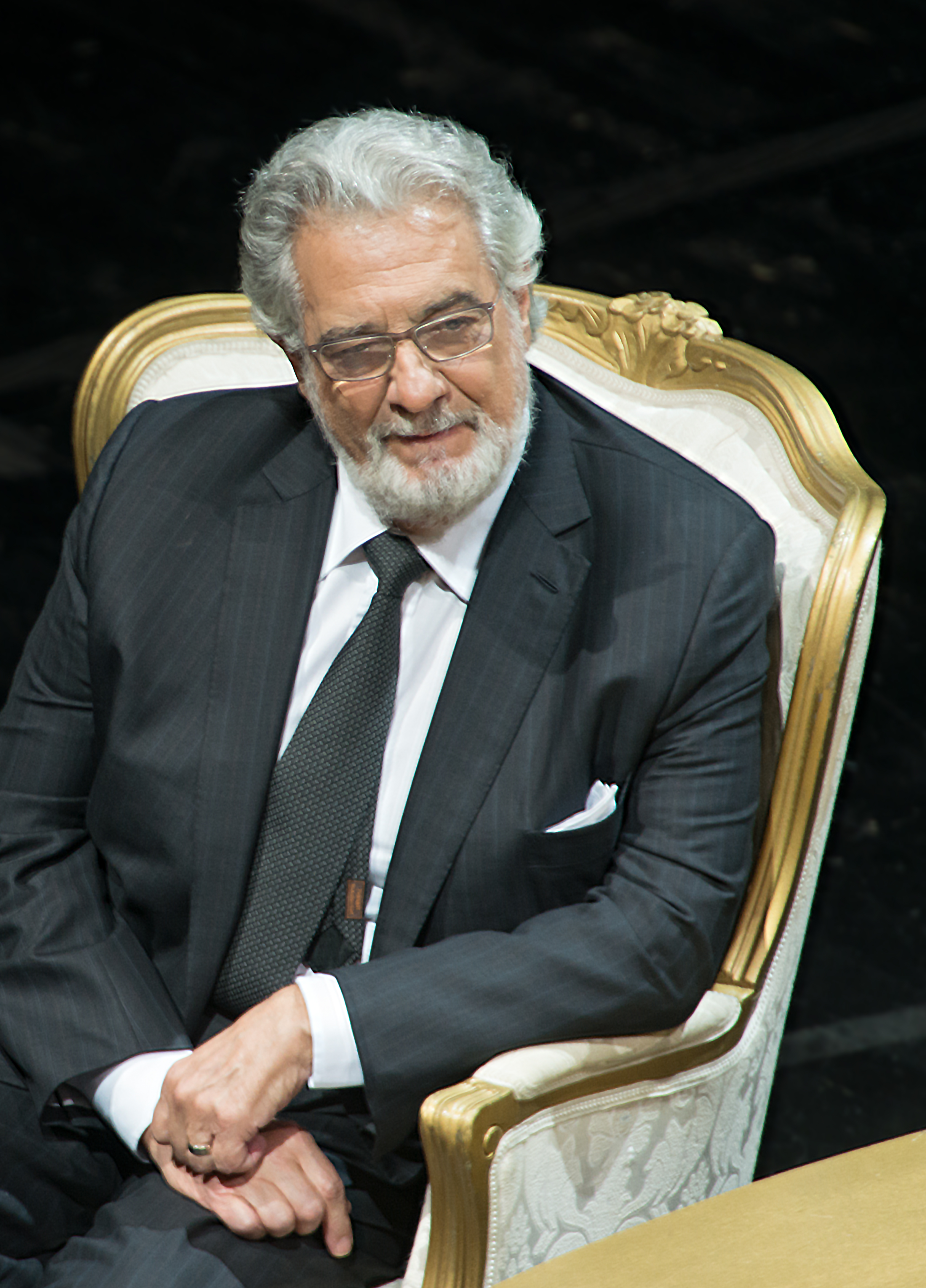
Plácido Domingo 2014

José Plácido Domingo Embil, KBE (* 21. ledna 1941, Madrid) je světoznámý operní pěvec a dirigent. Jeho hlasová poloha byla po dlouhou dobu tenor, v současném období přešel spíše na barytonové role.

## Život
Rodiče Plácida Dominga, Plácido Domingo Ferrer a Pepita Embilová, byli významní pěvci španělského typu operet – zarzuel. Jeho otec byl napůl Aragonec a napůl Katalánec, zatímco jeho matka byla Baska z Gipuzkoy. V roce 1949 se Domingo se svými rodiči přestěhoval do Mexika, kde vystudoval dirigování a hru na klavír, ale záhy začal také sbírat jevištní zkušenosti, zejména v tradičních španělských zarzuelách.
Po prvních vystoupeních v mexickém Monterrey a americkém Dallasu začal v roce 1959 účinkovat v mexickém Národním divadle v Ciudad de México, kde se sice ucházel o místo barytonisty, ale vedení souboru ho přesvědčilo, aby začal zpívat role tenorové. Dlouhodobé angažmá získal v Izraelské opeře v Tel Avivu (1962 až 1965). Hned po jeho skončení ale debutoval v Newyorské městské opeře (New York City Opera). Před plánovanou rolí Dona José v opeře Carmen od Georges Bizeta ještě stihl i záskok za indisponovaného sólistu v Pucciniho Madame Butterfly. V roce 1968 debutoval v newyorské Metropolitní opeře, a to jako záskok za Franca Corelliho v roli Maurizia hraběte ze Saska v jedinečné opeře Francesca Cilei Adriana Lecouvreur. Od té doby až do dneška je jedním z nejžádanějších a nejslavnějších sólistů na všech důležitých operních scénách světa. Jako tenorista má velmi rozsáhlý repertoár, který sahá od italských a francouzských belcantových rolí až po úspěšná nastudování náročných partů oper Richarda Wagnera.
Největší popularitu přinesla Domingovi účast ve hvězdné sestavě Tří tenorů. Společně s Lucianem Pavarottim a José Carrerasem účinkoval mj. na koncertu při fotbalovém mistrovství světa v roce 1990, který se přenášel do celého světa. Je držitelem devíti cen Grammy a tří cen Latin Grammy.
Ještě na vrcholu své pěvecké kariéry se vrátil i ke své vystudované profesi dirigenta (poprvé v Newyorské městské opeře v roce 1973), později se na tuto práci orientoval stále více. Od roku 1986 spolupracoval s operou ve Washingtonu, kde se stal v sezóně 1996/97 uměleckým ředitelem. Od roku 2000 byl zároveň uměleckým ředitelem a od roku 2003 generálním ředitelem opery v Los Angeles. Po několikanásobném prodlužování kontraktu o dva roky uzavřel v září 2014 novou smlouvu na vedení opery na dalších pět let, tedy až do roku 2019.
V roce 2007 oznámil, že nastuduje jednu z nejnáročnějších barytonových rolí Giuseppe Verdiho, titulní roli v opeře Simon Boccanegra. Od té doby zpíval i další důležité barytonové role, jako titulní postavy ve Verdiho operách Nabucco nebo Rigoletto.
Domingo je podruhé ženat. Z prvního manželství má syna José Plácida Dominga, který působí jako fotograf, z druhého manželství s bývalou pěvkyní Martou Ornelasovou má další dva syny.

## Plácido Domingo v Česku
V srpnu 2011 vystoupil Plácido Domingo (společně s portorickou pěvkyní Anou Marií Martínez) s velkým úspěchem na koncertě v Českém Krumlově.
Plácido Domingo je zakladatelem mezinárodní pěvecké soutěže Operalia, kterou hostí každoročně jiná světová metropole. První ročník se uskutečnil v Paříži v roce 1993 a soutěž se od té doby uskutečnila v místech, jako je Mexico City, Madrid, Bordeaux, Tokio, Hamburk, Québec, Budapešť, Milán, Moskva, Peking, Verona, Los Angeles či Londýn. Roku 2019 se soutěž konala i v Praze a Domingo byl též osobně přítomen.
Plácido Domingo se v letech 2018 a 2019 účastnil projektu Národního divadla Mozartovy narozeniny. Dne 27. ledna 2018 dirigoval ve Stavovském divadle Mozartova Dona Giovanniho v režii Václava Kašlíka a 27. ledna 2019 dirigoval taktéž koncert ve Stavovském divadle, složený z mozartovského repertoáru.

## Kontroverze
Domingo byl v roce 2019 obviněn ze sexuálního obtěžování. Pěvce obžalovalo celkem osm pěvkyň a jedna baletka, načež případy se datovaly do 80. let 20. století. Odehrávaly se v prostředí, kde měl Domingo výsadní pozici a hierarchické postavení. Na základě těchto obvinění ukončil Domingo spolupráci s newyorskou Metropolitní operou a odstoupil také z funkce generálního ředitele opery v kalifornském Los Angeles.

## Vyznamenání
- velkodůstojník Řádu zásluh o Italskou republiku, Itálie, 3. dubna 1991[9]
- Čestný kříž za vědu a umění I. třídy, Rakousko, 1992
- velkokříž Řádu zásluh o Italskou republiku, Itálie, 2. dubna 1997[10]
- velkokříž Řádu prince Jindřicha, Portugalsko, 1. července 1998[11]
- komtur Řádu za kulturní zásluhy, Monako, 18. listopadu 1999[12]
- rytíř Řádu umění a literatury, Španělsko, 14. ledna 2001[13]
- velkokříž Řádu Isabely Katolické, Španělsko, 21. ledna 2001[14]
- komandér Řádu čestné legie, Francie, 2002
- Prezidentská medaile svobody, Spojené státy americké, 9. července 2002[15]
- velkokříž Řádu za občanské zásluhy, Španělsko, 20. září 2002[16]
- čestný rytíř-komandér Řádu britského impéria, Spojené království, 14. října 2002[17]
- rytíř Národního řádu cedru, Libanon, 2004
- velká čestná dekorace ve stříbře Čestného odznaku Za zásluhy o Rakouskou republiku, Rakousko, 2007[18]
- Řád přátelství, Rusko, 18. července 2011
- velkokříž Řádu Alfonse X. Moudrého, Španělsko, 7. října 2016[19]
- velkokříž Řád veřejného vzdělávání, Portugalsko, 31. srpna 2018[11]
- rytíř Řádu čestné legie, Francie
- komandér Řádu umění a literatury, Francie
- plaketa Řádu aztéckého orla, Mexiko

## Diskografie
- 1970 Giuseppe Verdi: Aida, hlavní role: Leontyne Price, Plácido Domingo, Sherrill Milnes, Grace Bumbry, Ruggero Raimondi, Hans Sotin, dirigent: Erich Leinsdorf, London Symphony Orchestra, sbor John Alldis Choir, vydavatelství RCA Records[20]
- 1978 Georges Bizet: Carmen, dirigent: Caludio Abbado, London Symphony Orchestra, The Amrosian Singers[21]
- 1989 Pietro Mascagni: Iris Zpívají: Ilona Tokody, Plácido Domingo, Juan Pons, Heinrich Weber a další. Sbor Bavorského rozhlasu a Mnichovský rozhlasový orchestr, dirigent: Giuseppe Patané. Vydavatelství CBS Records, vydáno 14. července 1989.[22]
- 1989 Jacques Offenbach: Les Contes d'Hoffmann, dirigent: Seiji Ozawa – Deutsche Grammophon
- 2006 Italia, Ti Amo – Deutsche Grammophon EAN 00028947760863, CD
- 2008 Pasion Española (Coplas) – Deutsche Grammophon EAN 00028947765905
- 2009 Amore Infinito - Songs Inspired By The Poetry Of John Paul II – Deutsche Grammophon 00028947781738 [23], CD

### The Three Tenors
- 1994 Three Tenors in Concert 1994 – Atlantic EAN 075678261428, CD
- 2000 The Three Tenors Christmas – Sony EAN 696998913127, CD
- 2002 The Best of the Three Tenors - Greatest Trios – Decca EAN 028946699928, CD
- 2007 Original Three Tenors Concert – Decca, EAN 00044007431894 DVD,
- 2008 The Three Tenors At Christmas – Decca EAN 00028947803362, CD